# Wereldkampioenschap voetbal 2022 (Groep A) Senegal - Nederland
Dit artikel gaat over de wedstrijd in de groepsfase in groep A van het wereldkampioenschap voetbal 2022 tussen Senegal en Nederland die gespeeld werd op maandag 21 november 2022 in het Al Thumamastadion te Doha. Het duel was de derde wedstrijd van het toernooi.
Nederland won de wedstrijd met 0–2, dankzij doelpunten van Cody Gakpo en Davy Klaassen in de slotfase. Andries Noppert werd de tweede speler die voor Oranje debuteerde op een WK-eindronde, na Dick Schoenaker in 1978. Het doelpunt van Klaassen was het laatste doelpunt ooit in een WK-wedstrijd zonder verlenging van Nederland. Door deze zege verbrak Louis van Gaal het record van Dick Advocaat als bondscoach van het Nederlands elftal met de meeste overwinningen. Op NPO 1 keken 4,3 miljoen mensen naar de wedstrijd.

## Voorafgaand aan de wedstrijd
- Senegal stond bij aanvang van het toernooi op de achttiende plaats van de FIFA-wereldranglijst.[4] Vijftien WK-deelnemers stonden boven Senegal op die lijst. Nederland was op de achtste plek terug te vinden.[5] Nederland kende zes WK-deelnemers met een hogere positie op die ranglijst.
- Senegal en Nederland troffen elkaar voorafgaand aan deze wedstrijd nog nooit. Exclusief verlengingen won Senegal twee van zijn vijf eerdere WK-wedstrijden tegen Europese tegenstanders en speelde het er drie gelijk. Nederland won vier van zijn vijf eerdere WK-wedstrijden tegen Afrikaanse landen en verloor er geen.
- Senegal begon aan zijn derde deelname aan het wereldkampioenschap en zijn tweede achtereenvolgende. Nederland nam voor een elfde keer deel en voor het eerst sinds 2014.
- Bij Senegal deed Sadio Mané door een blessure niet mee.[6] Bij Nederland startte Memphis Depay niet door een gebrek aan fitheid.[7]

## Wedstrijdgegevens[8]
|                                                      |         |                  |                          | |
| Groep A 21 november 2022 19:00 (UTC+3) 17:00 (UTC+1) | Senegal | 0 – 2 (0 – 0)    | Nederland                | Stadion: Al Thumamastadion, Doha Toeschouwers: 41.721 Scheidsrechter: Wilton Pereira Sampaio Assistenten: Bruno Boschilia Assistenten: Bruno Pires Vierde official: Andrés Matonte Video-assistent: Juan Soto Speler van de wedstrijd: Cody Gakpo |
| Groep A 21 november 2022 19:00 (UTC+3) 17:00 (UTC+1) |         | Wedstrijdverslag | 84' Gakpo 90+9' Klaassen | Stadion: Al Thumamastadion, Doha Toeschouwers: 41.721 Scheidsrechter: Wilton Pereira Sampaio Assistenten: Bruno Boschilia Assistenten: Bruno Pires Vierde official: Andrés Matonte Video-assistent: Juan Soto Speler van de wedstrijd: Cody Gakpo |
| Groep A 21 november 2022 19:00 (UTC+3) 17:00 (UTC+1) |         |                  |                          | Stadion: Al Thumamastadion, Doha Toeschouwers: 41.721 Scheidsrechter: Wilton Pereira Sampaio Assistenten: Bruno Boschilia Assistenten: Bruno Pires Vierde official: Andrés Matonte Video-assistent: Juan Soto Speler van de wedstrijd: Cody Gakpo |
| Groep A 21 november 2022 19:00 (UTC+3) 17:00 (UTC+1) |         |                  |                          | Stadion: Al Thumamastadion, Doha Toeschouwers: 41.721 Scheidsrechter: Wilton Pereira Sampaio Assistenten: Bruno Boschilia Assistenten: Bruno Pires Vierde official: Andrés Matonte Video-assistent: Juan Soto Speler van de wedstrijd: Cody Gakpo |
|                                                      |         |                  |                          | |

| Senegal | Nederland |

| DM             | 16 | Édouard Mendy     |       |
| RA             | 21 | Youssouf Sabaly   |       |
| CV             | 03 | Kalidou Koulibaly |       |
| CV             | 04 | Pape Abou Cissé   |       |
| LA             | 22 | Abdou Diallo      | 62'   |
| CM             | 05 | Idrissa Gueye     | 90+6' |
| CM             | 06 | Nampalys Mendy    | 90+4' |
| CM             | 08 | Cheikhou Kouyaté  | 73'   |
| RB             | 15 | Krépin Diatta     | 73'   |
| SP             | 09 | Boulaye Dia       | 69'   |
| LB             | 18 | Ismaïla Sarr      |       |
| Wisselspelers: |    |                   |       |
| DM             | 01 | Ismaïla Sarr      |       |
| DM             | 23 | Alfred Gomis      |       |
| VD             | 02 | Formose Mendy     |       |
| VD             | 10 | Moussa N'Diaye    |       |
| VD             | 12 | Fodé Ballo-Touré  |       |
| VD             | 14 | Ismail Jakobs     | 62'   |
| MV             | 07 | Nicolas Jackson   | 73'   |
| MV             | 11 | Pathé Ciss        |       |
| MV             | 13 | Iliman Ndiaye     |       |
| MV             | 17 | Pape Sarr         |       |
| MV             | 26 | Pape Gueye        | 73'   |
| AV             | 19 | Famara Diédhiou   |       |
| AV             | 25 | Bamba Dieng       | 69'   |
| Coach:         |    |                   |       |
| Aliou Cissé    |    |                   |       |

| DM             | 23 | Andries Noppert  |       |
| RVV            | 22 | Denzel Dumfries  |       |
| CV             | 03 | Matthijs de Ligt | 56'   |
| CV             | 04 | Virgil van Dijk  |       |
| CV             | 05 | Nathan Aké       |       |
| LVV            | 17 | Daley Blind      |       |
| CM             | 11 | Steven Berghuis  | 79'   |
| CM             | 21 | Frenkie de Jong  |       |
| AM             | 08 | Cody Gakpo       | 90+4' |
| SP             | 18 | Vincent Janssen  | 62'   |
| SP             | 07 | Steven Bergwijn  | 79'   |
| Wisselspelers: |    |                  |       |
| DM             | 01 | Remko Pasveer    |       |
| DM             | 13 | Justin Bijlow    |       |
| VD             | 02 | Jurriën Timber   |       |
| VD             | 06 | Stefan de Vrij   |       |
| VD             | 16 | Tyrell Malacia   |       |
| VD             | 26 | Jeremie Frimpong |       |
| MV             | 14 | Davy Klaassen    | 79'   |
| MV             | 15 | Marten de Roon   | 90+4' |
| MV             | 20 | Teun Koopmeiners | 79'   |
| MV             | 24 | Kenneth Taylor   |       |
| MV             | 25 | Xavi Simons      |       |
| AV             | 09 | Luuk de Jong     |       |
| AV             | 10 | Memphis Depay    | 62'   |
| AV             | 12 | Noa Lang         |       |
| AV             | 19 | Wout Weghorst    |       |
| Coach:         |    |                  |       |
| Louis van Gaal |    |                  |       |

| Statistieken           | Senegal | Nederland |
| ---------------------- | ------- | --------- |
| Doelpunten             | 0       | 2         |
| Gele kaarten           | 2       | 1         |
| Rode kaarten           | 0       | 0         |
| Wissels                | 4       | 4         |
| Schoten op doel        | 3       | 3         |
| Schoten naast doel     | 8       | 5         |
| Overtredingen          | 13      | 13        |
| Hoekschoppen           | 6       | 7         |
| Buitenspel             | 2       | 1         |
| Passnauwkeurigheid (%) | 82      | 85        |
| Balbezit (%)           | 49      | 51        |